# بيل ويذرز
بيل ويذرز (بالإنجليزية: Bill Withers)ء (1938 - 2020)، هو مغن مؤلف ومغني وملحن أمريكي، ولد في 4 يوليو 1938 في Slab Fork ‏ في الولايات المتحدة. وتوفي بمدينة لوس أنجلوس في 30 مارس 2020 بسبب أمراض في القلب.

## وصلات خارجية
- الموقع الرسمي
- بيل ويذرز على موقع IMDb (الإنجليزية)
- بيل ويذرز على موقع ميوزك برينز (الإنجليزية)
- بيل ويذرز على موقع قاعدة بيانات برودواي على الإنترنت (الإنجليزية)
- بيل ويذرز على موقع إن إن دي بي (الإنجليزية)
- بيل ويذرز على موقع أول ميوزيك (الإنجليزية)
- بيل ويذرز على موقع ديسكوغز (الإنجليزية)
- بيل ويذرز على موقع قاعدة بيانات الفيلم (الإنجليزية)